# Agrigan
Agrigan (weitere Namen: Agrihan, Agiguan, Aguigan, Agujan, Granger, Grigan, Francisco Xavier und St. Angel) ist eine Insel im Pazifischen Ozean, die geographisch zum Archipel der Marianen und politisch zum Commonwealth der Nördlichen Marianen gehört. Sie wird vom Stratovulkan Mount Agrihan gebildet.

## Geographie
Agrigan ist mit 976 Meter die höchste Insel des Marianen-Inselbogens. Vom Meeresboden bis zum Gipfel hat Mount Agrihan eine Gesamthöhe von mehr als 4000 Metern. Die dicht bewaldete, elliptische Insel ist über 9 Kilometer lang, bis zu sechs Kilometer breit und weist eine Fläche von etwa 44 km² auf. Die Gipfelregion bildet eine 500 Meter tiefe Caldera, die etwa zwei Kilometer lang und einen Kilometer breit ist. Der Caldera-Boden weist einige Lavaströme sowie zwei Vulkankegel auf, welche vermutlich bei der einzigen bekannten Eruption im April 1917 entstanden. Infolge der Eruption mit einer Stärke von vier auf dem Vulkanexplosivitätsindex (VEI) wurde ein Dorf an der Südostküste evakuiert.

## Geschichte
Aus europäischer Sicht wurde Agrigan am 11. Juni 1522 von Gómez de Espinosa entdeckt und Cyco oder La Griega benannt. Espinosa hatte an der Weltumseglung unter Ferdinand Magellan teilgenommen und versuchte nach Magellans Tod erfolglos, mit dem Schiff Trinidad durch den Pazifik nach Mexiko zu gelangen. Da sich die auf der Insel wohnenden Chamorros abweisend verhielten, konnte Espinosa nicht ankern. Er entführte einen Chamorro, um ihn als Informanten zu nutzen. 1669 suchte der spanische Missionar Diego Luis de Sanvitores Agrigan auf. Die Inselbewohner wurden 1695 auf die Insel Saipan und drei Jahre später nach Guam deportiert.
1810, als Agrigan spanische Kolonie war, versuchten Siedler aus Hawaii und den Vereinigten Staaten Pflanzungen auf der Insel anzulegen, wurden jedoch ausgewiesen. Ab den 1850er Jahren war die Insel an Unternehmen verpachtet. In den 1870er Jahren wurden erste Kokosplantagen angelegt. Um 1880 war Adolph Capelle, ein Kaufmann aus Braunschweig, Pächter der Insel. Er exportierte Kopra und beschäftigte etwa 20 Saisonarbeiter auf der Insel, die von der Inselgruppe der Karolinen stammten und ihren Hauptwohnsitz auf den Inseln Saipan oder Guam hatten.
Nach dem Verkauf der nördlichen Marianen an das Deutsche Reich 1899 war Agrigan bis 1914 Teil der Kolonie Deutsch-Neuguinea. In dieser Zeit war die Insel an die Pagan-Gesellschaft verpachtet, die weitere Kokospflanzungen anlegte. Als der deutsche Bezirksamtmann Georg Fritz im Mai 1901 die Insel besuchte, lebten 32 Menschen in den 15 Hütten einer Arbeiterniederlassung im Südwesten der Insel. Jährlich wurden 100 Tonnen Kopra gewonnen. Im September 1905 und im September 1907 zerstörten schwere Taifune die Kokospflanzungen fast vollständig. Nach Schätzungen von 1912 waren auf Agrigan 162 Hektar Kokospflanzungen vorhanden; mangels Kapital konnte die Pagan-Gesellschaft die Pflanzungen jedoch nicht systematisch bewirtschaften.
Zwischen 1919 und 1944 wurde Agrigan von Japan als Teil des Südseemandats verwaltet. Ab 1947 gehörte die Insel zum Treuhandgebiet Pazifische Inseln der Vereinigten Staaten; seit 1978 zum Commonwealth der Nördlichen Marianen. 1967 sollen 94 Menschen auf Agrigan gelebt haben.
Nach einem Bericht über verstärkt aktive Fumarolen wurden die neun Inselbewohner im August 1990 evakuiert, da ein Vulkanausbruch befürchtet wurde. 1990 und 1992 durchgeführte Untersuchungen ergaben keine Hinweise auf eine gesteigerte Aktivität des Vulkans. In der Caldera befanden sich 25 Solfataren und eine kochend heiße Quelle; zudem trat an mehreren Stellen Dampf aus. Im Jahr 2000 lebten sechs Menschen in einer der ursprünglich vier Siedlungen der Insel. Nach der Volkszählung von 2010 war die Insel unbewohnt.